# مدينة الملك فهد الرياضية (الرياض)
مدينة الملك فهد الرياضية (الإسم السابق: ستاد الملك فهد الدولي) في مدينة الرياض وسط السعودية، يقع في الجزء الشرقي من المدينة. ويلقب بـ«استاد الخيمة» وبـ«درة الملاعب»، وأنشئ الموقع على مساحة إجمالية تبلغ 500 ألف متر2، المنشأة تمتلكها الحكومة ممثلة بالهيئة العامة للرياضة وكانت انطلاقة المشروع يوم 7 ديسمبر 1982 واستغرق التنفيذ مدة أربع سنين وأربع شهور ووصل عدد العاملين فيه أوقات الذروة 1.800 عامل يعملون كل يوم على مدار ثلاث فترات، وتستوعب مدرجات الاستاد أكثر من 68 ألف متفرج لكل متفرج مقعد خاص فيه.
يرتبط الاستاد بمطار الملك خالد الدولي وطريق الدمام السريع، كما يحيط به عدة طرق رئيسية مهمتها تسهل حركة دخول وخروج كبار الزوار والفرق الرياضية وعامة الجمهور ويرتبط الملعب بمحطة مترو جديدة.

## مداخل الاستاد
الاستاد له مداخل رئيسية كثيرة، من أهمها:
- المدخل الملكي وموجود في الناحية الغربية من الاستاد.
- مدخلين من الناحية الشرقية.
- مدخلين من الناحية الشمالية.
- مدخلين من الناحية الجنوبية.

و جديد على الاستاد 8 ممرات مشاه رئيسية للجمهور. على رأس كل ممر مركز لبيع التذاكر، وهذا الممر موصل بممر للمشاة يحيط الاستاد ويوصل للمدرجات الأرضية والشرقية العلوية، وتتفرع منه 43 بوابة مرقمة حسب فئة التذكرة ودرجتها. ويوجد 11 بوابة خاصة بالمدرجات العلوية للدرجة الثانية مرتبطة بممر مشاه علوي وتتوفر كل خدمات الجمهور من بوفيهات ودورات مياه في الممرين السفلي والعلوي، ويمكن التحكم إلكترونياً بالمداخل والبوابات داخل الاستاد. ويوجد 64 شباك لبيع التذاكر على الممرات الموصله للاستاد.
ويدير الاستاد طاقم شباب سعودي مؤهل. في مجال الإدارة والصيانة، ويوجد أكثر من 35 شخصاً يديرون الأعمال، وأيضا يوجد مجموعة عمل متكاملة من الهيئة العامة للرياضة تشرف على سير العمل في الاستاد.
الأجزاء الرئيسية للاستاد:
- المنصة الملكية: ويمكن الدخول إليها عن طريق المدخل الملكي من الناحية الغربية وويوجد فيها المنصة الملكية بالشكل التالي:
- المكتب الملكي.
- مكتب الرئيس العام لرعاية الشباب.
- المتحف الخاص.
- استراحة كبار الشخصيات.
- مكتب خاص لمحمد عبد العزيز إبراهيم الدهمش.
- أماكن الخدمات.

## تصميم المدرجات
صممت مدرجات الاستاد التي تضم 64 ألف متفرج على شكل بيضاوي منحنى مكافئ عند المقطع، الذي يوفر لكل مشاهد الرؤية المثالية، ويوجد صف سفلي على شكل بيضاوي كامل يرتفع بمساحات متساوية من كل الجوانب ويكون توزيع مدرجات الاستاد على الشكل التالي:
- المقصورة الملكية، وطاقتها الاستيعابية 79 مقعد وتم تصميمها بحيث تكون المقاعد الأمامية بعدد 40 مقعد، وخلفية بعدد 39 مقعد، وأمام كل مقعد من الصف الأمامي شاشة تليفزيون وتليفون وتكييف.
- كبار الشخصيات رقم 1 والعدد الإجمالي لمقاعد الفئة 106 مقعد وأمام كل مقعد شاشة تليفزون وتكييف.
- كبار الشخصيات رقم 2 وموجودة على جوانب مقاعد كبار الشخصيات رقم 1 وطاقتها الاستيعابية 276 مقعد.
- كبار الشخصيات رقم 3 وموجودة على جوانب مقاعد كبار الشخصيات رقم 2 وطاقتها الاستيعابية 286 مقعد.
- الدرجة الأولى: الممتازة وطاقتها الاستيعابية 3060 مقعد.
- الدرجة الأولى: العادية وطاقتها الاستيعابية 9027 مقعد.
- الدرجة الثانية: وطاقتها الاستيعاية 25244 مقعد.
- الدرجة الثالثة: وطاقتها الاستيعاية 32669 مقعد.

## مرافق الاستاد
- صالات متعددة لكرة السلة، والجمباز، والكرة الطائرة، وكرة اليد، والتنس، والسكواش، والجودو، وألعاب القوى.
- جناح سكني
- مطعم
- مكتبة.[3]

## سقف الاستاد
مشروع هندسي يجمع بين الطابع العربي القديم والتطور المعماري الحديث، ويأخذ شكل مشابه للخيمة البدوية، وتتكون مادة السقف من ألياف الزجاج النصف شفافة وتقوم بعمل أقصى حماية للمتفرجين من الأحوال الجوية، يأخذ من الخارج شكل حلقة مدوّرة قطرها 288 م، وقطر الفتحة الداخلية 134م، ويتكون من 24 قبة بارزة من مادة السقف الشبيهة بالخيمة تشد السقف والحلقة المدوّرة له بكابلات من الحديد، لكي توفّر رؤية واضحة للجمهور من دون أعمدة أو حواجز تمنع الرؤية، وقد زُود الاستاد بكاميرات تلفزيونية للنقل المباشر، كما جُهز بلوحات إلكترونية ومعدات رياضية لإقامة الدورات الرياضية.

## تكلفة الاستاد
تقدر تكلفة الاستاد الدولي الكبير الموجود في العاصمة السعودية الرياض، بحوالي 460 مليون دولار أمريكي.

## زراعة أرض الملعب
زُرعت أرضية الملعب بزراعة طبيعية بنظام الخلايا يُطلق عليها «سلسيتم» بحيث يتم حفر الأرض الطبيعية على عمق 45 سم، ووضعت طبقة عازلة بين الأرض الطبيعية والتربة الزراعية، ثم وضعت أنابيب الري والتصريف، ثم وضعت على التربة الزراعية ونبت البذور بعد ذلك بتوزيع متناسق، ويوجد نوعين من العشب الطبيعي صيفي وشتوي.

## الخدمات المساعدة في الاستاد

إضاءة الملعب من الخارج

استاد الملك فهد الدولي يوجد فيه 23 غرفة خاصة لمعلقين الراديو والتليفزيون، يوجد منها 7 غرف فوق في الجناح الملكي والبقية فوق في مدرجات الناحية الشرقية من الاستاد.
اللوحات الإلكترونية
توجد لوحتان ملونتان تعدان من أحدث ساعات الملاعب في العالم، ومن مميزات اللوحتين، أنها تستقطب الإرسال التليفزيوني على الهواء مباشرة، كما يمكن تشغيلها من خلال شرائط فيديو، ومن الممكن أن يُنقل تصوير مباشر من أرضية الملعب عبر اللوحتين عن طريق مركز التحكم الإلكتروني، ويمكن برمجة الرسمات والكتابة والصور لكي تعرض على اللوحة الإلكترونية بالألوان.
التصوير التليفزيوني
يحاط الملعب بـ 15 كاميرا للتصوير التليفزيوني من زوايا مختلفة تضمن تغطية أبعاد الاستاد من كل جوانبه، ويضم الاستاد «استوديو تليفزيوني متكامل» باستطاعته نقل المناسبات والمباريات التي بداخله.
الإضاءة والصوت
أضيئت ساحة الاستاد بواسطة كشافات ضوئية تثبت على الحلقة الدائرية لسقف الاستاد بغرض إعطائه علوية شاملة، ومن مميزات نظام الإضاءة في الاستاد عدم إظهار ظل اللاعب داخل الملعب أثناء تشغيلها ويماثل الصوت الإضاءة في التوزيع العلوي بحيث تغطى كافة وحدات الاستاد ومرافقه، حيث تثبت أجهزة الصوت في الحلقة الدائرية لسقف الاستاد. ويستمد الاستاد طاقته الكهربائية عن طريق الشركة السعودية الموحدة للكهرباء بـالمنطقة الوسطى وهناك مولدات احتياطية بعدد 6 مولدات عند الحاجة لها تعمل اتوماتيكياً فور انقطاع الكهرباء.
الشمعات
«مدعومة بأكثر من 2600 شمعة تعمل على اخفاء ظل اللاعب في الملعب وعدم الحاجة إلى استخدام الفلاش بالنسبة للمصورين»
مواقف السيارات
مواقف السيارات موجد فيها 26,500 موقف، منها 6500 داخل أسوار الاستاد ويأخذ في الاعتبار احتياج مواقف زائدة.
نظام حماية الجمهور
ومن بين الخدمات التي توفرها تجهيزات الاستاد الخاصة، نظام التحكم والرقابة لحماية الفرق الرياضية والجمهور وضمان سلامتهم.

## مناسبات سابقة
- كأس الخليج العربي (1988) (2002) (2014).
- كأس العالم للشباب (1989)
- حفل بي تي اس (2019)
- استضافة كأس القارات 3 مرات (1992، 1995، 1997).

## التطوير
وفي يناير 2023 كشفت لجنة «السعودية 2027» المعنية بالملف السعودي لاستضافة بطولة كأس أمم آسيا 2027 عن الملاعب الجديدة والمطورة لاستضافة البطولة ومن بينها استاد الملك فهد، إذ سيتم رفع عدد المقاعد، وإزالة المضمار، وإنشاء مرافق جديدة. وأعلنت وزارة الرياضة السعودية أن مباراة ناديَي الهلال والنصر يوم الجمعة 1 ديسمبر 2023 هي الأخيرة على ملعب استاد الملك فهد الدولي في الرياض قبل إغلاقه لتطويره بالكامل، استعداداً لتنظيم كأس آسيا عام 2027.

## انظر ايضاً
- الرياض
- ملعب الملك عبد العزيز